# Безжалісний 2
Безжалісний 2 (англ. Dead On: Relentless II) — американський трилер 1991 року режисера Майкла Шрьодера.

## Сюжет
Детектив Сем Дітц, в парі з агентом ФБР Кайлом Велсоном, шукають серійного вбивцю, який вбиває здавалося б, навмання. Але кожного разу, коли Дітц наближається до розгадки, Велсон заважає йому і гальмує розслідування. Підозрюючи недобре, Дітц йде в обхід закону, щоб дізнатися особу вбивці й з'ясовує, що Велсон приховує свій зв'язок з ним. «Маніяк» насправді намагається помститися за смерть своєї родини. Він вистежує винних, і вбиває їх одного за іншим.

## У ролях
| Актор              | Роль                               |
| ------------------ | ---------------------------------- |
| Рей Шаркі          | Кайл Велсон                        |
| Лео Россі          | Сем Дітц                           |
| Мег Фостер         | Керол Дітц                         |
| Марк Поппел        | Пол Таглія                         |
| Дейл Дай           | капітан Ріверс                     |
| Майлз О'Кіффі      | Грегор                             |
| Аллан Річ          | Гразінські                         |
| Сілк Козарт        | детектив на ділянці                |
| Арт Кімбро         | Генрі                              |
| Свен-Оле Торсен    | механік (Патрік Веранго)           |
| Дон Мангрум        | репортер                           |
| Лейлані Джонс      | Белінда Белос                      |
| Френк Россі        | поліцейський в приміщенні механіка |
| Мінді Сіджер       | Франсін                            |
| Барбара Енн Клейн  | агент з продажу нерухомості        |
| Пол Хертцберг      | детектив в будинку                 |
| Ентоні Донато      | камердинер                         |
| Брендан Райан      | Корі Дітц                          |
| Перрі Ленг         | Ральф Боші                         |
| Джон Ф. Гофф       | доктор Парк                        |
| Жан Адамс          | прибиральниця                      |
| Лорен Фармер       | швейцар                            |
| Боб Майнор         | поліцейський 1                     |
| Джеймс Паттен Егіл | поліцейський 2                     |
| А.Дж. Ней          | поліцейський 3                     |
| Стів Келсо         | поліцейський 4                     |
| Ліза М. Хансен     | поліцейський 5                     |
| Стів Кехен         | Ібсен                              |
| Шелбі Чонг         | офіціантка                         |
| Стівен Ламберт     | Тобі                               |
| Девід Сонрадс      | Тед                                |
| Крейг Лапінер      | репортер                           |
| Грегорі Р. Вульф   | листоноша                          |